# Ahuac
Ahuac (auch Áhuac) ist eine Kleinstadt in Zentral-Peru und liegt in der Region Junín. Sie ist Sitz der Distriktverwaltung des gleichnamigen Distrikts der Provinz Chupaca.

## Geographie
Ahuac liegt im Nordosten der Provinz Chupaca in der Region Junín. Die Stadt befindet sich im Andenhochland auf einer Höhe von 3341 m und somit auf der Höhenstufe Quechua.

## Bevölkerung
Zum Zensus 2017 lebten 3507 Einwohner in Ahuac, darunter 1558 Männer und 1949 Frauen. Die Einwohner lebten in 1129 Haushalten, zusätzlich gab es 173 leerstehende Wohnhäuser.

## Politik
Zu den Kommunalwahlen 2022 wurde Jaime Rivera Rosales der Regionalpartei Movimiento Regional Sierra y Selva Contigo Junín für die Wahlperiode 2023–2026 zum Bürgermeister des Distrikts Ahuac gewählt. Als solcher ist er auch Bürgermeister der Kleinstadt.

## Persönlichkeiten
- Bertha Rojas López (* 1948), peruanische Literaturwissenschaftlerin, Schriftstellerin und Kinderbuchautorin